# Велики Козинац
Велики Козинац је насељено мјесто у општини Бариловић, на Кордуну, у Карловачкој жупанији, Република Хрватска.

## Историја
Велики Козинац се од распада Југославије до августа 1995. године налазио у Републици Српској Крајини. До територијалне реорганизације у Хрватској насеље се налазило у саставу бивше општине Дуга Реса.

## Становништво
Према попису становништва из 2011. године, насеље Велики Козинац је имало 32 становника.
| Националност       | 1991. | 1981. | 1971. | 1961. |
| Срби               | 68    | 69    | 124   | 146   |
| Југословени        |       | 31    |       |       |
| Хрвати             | 2     | 2     |       | 3     |
| остали и непознато | 2     | 1     |       | 1     |
| Укупно             | 72    | 103   | 124   | 150   |

| Демографија | Демографија | Демографија |
| Година      | Становника  | Становника  |
| ----------- | ----------- | ----------- |
| 1961.       | 150         |             |
| 1971.       | 124         |             |
| 1981.       | 103         |             |
| 1991.       | 72          |             |
| 2001.       | 31          |             |
| 2011.       |             | 32          |